# Number One Observatory Circle
Number One Observatory Circle — офіційна резиденція віцепрезидента США. Розміщений у Військово-морській обсерваторії США у Вашингтоні. Будинок було збудовано 1893 року для керівника обсерваторії. Керівник військово-морськими операціями настільки вподобав його 1893 року, що перейняв його собі. Будинок слугував резиденцією керівника військово-морськими силами до 1974 року, аж допоки Конгрес США не розпочав процес його перетворення на офіційну резиденцію віцепрезидента, хоча й тимчасову. Насправді ж, згідно із законом, це все ще «офіційна тимчасова резиденція віцепрезидента Сполучених Штатів Америки». Рішення Конгресу 1974 року передбачало покриття витрат на реконструкцію та вмеблювання резиденції.
Хоча Number One Observatory Circle стала доступною для віцепрезидента 1974 року, минуло більш ніж 3 роки, перш ніж у нього
з'явилась можливість постійно жити в будинку (на час каденції). Віцепрезидент Джеральд Форд став президентом до того, як він зміг переїхати до резиденції. Віцепрезидент, якого обрали разом з ним, Нельсон Рокфеллер, використовував будинок здебільшого для розваг, оскільки вже мав власну резиденцію у Вашингтоні, яка перебувала під охороною. Проте Рокфеллери витратили мільйони доларів на вмеблювання резиденції. Віцепрезидент Волтер Мондейл став першим віцепрезидентом, котрий переїхав до резиденції. З того часу кожен віцепрезидент живе тут.
Особняк віцепрезидента реставрували Військово-морські сили США на початку 2001 року. Реставрація лиш трохи затримала переїзд тодішнього віцепрезидента Діка Чейні та його сім'ї. В'їзд нинішнього віцепрезидента Камали Гарріс затримався до квітня 2021 року, також через ремонтні роботи.

## Історія

### Рання історія

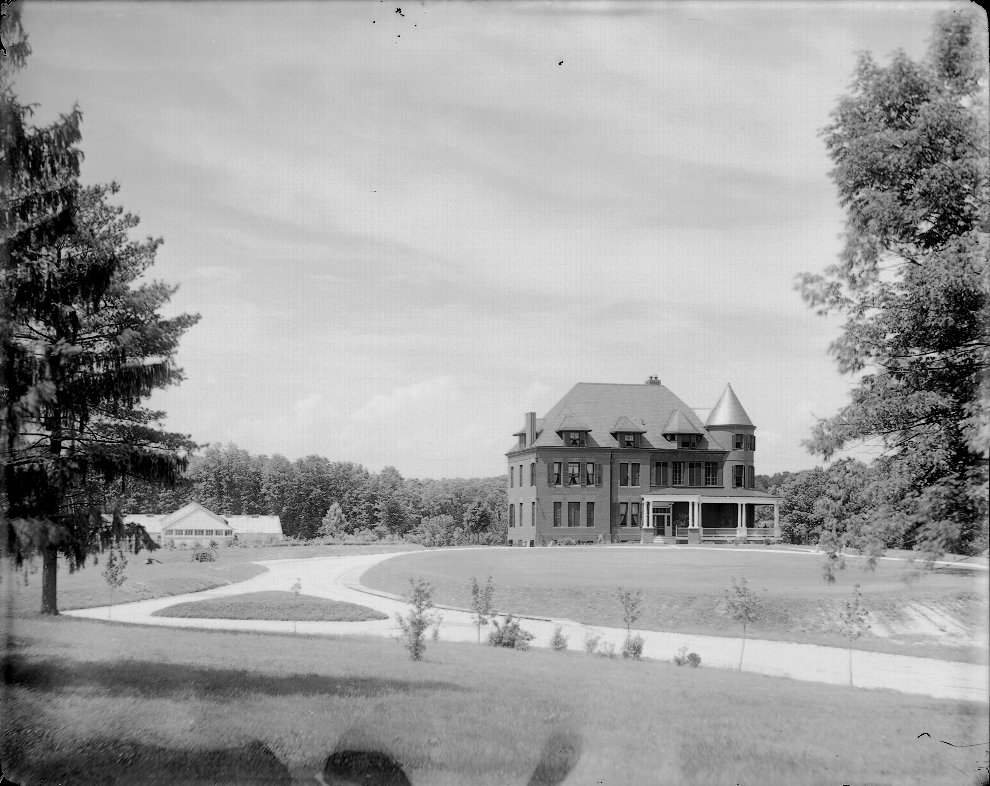
Будинок у стилі королеви Анни, 1895 рік; збудований з теракотової цегли, він лишався нефарбованим до 1960 року

Дизайн будинку One Observatory Circle було розроблено Леоном Е. Дессе та
збудовано 1893 року вартістю
20 тис. доларів (що еквівалентно 569,1 тис. доларів 2019 року) для начальника Військово-морської обсерваторії, який був її жителем спочатку. Будинок побудували на території в 13 акрів (5,3 га), яка спочатку була частиною ферми Northview, площа якої становила 73 акри (30 га), придбаної ВМС США 1880 року. Northview була власністю вдови Маргарет Бербер, яка на момент скасування рабства в окрузі 1862 року була серед найбільших рабовласників.
Розташована за 2.5 милі (4 км) від Білого дому та на північ від Британського посольства.
Обсерваторію перенесли з Foggy Bottom на іншу локацію того ж року, коли будівництво закінчили, і 12 керівників обсерваторії мешкали вже в ньому, за що дістав назву «Будинок начальника». 1928 року, з прийняттям Публічного закону 630 (англ. Public Law 630), Конгрес надав право на проживання в ньому начальнику морських операцій, і в червні 1929 року Чарлз Х'юдж став першим мешканцем, завдяки чому будинок відомий як «Будинок адмірала». Протягом наступних 45 років будинок слугував домівкою для багатьох адміралів, серед яких Честер Німіц та Елмо Р. Зумвелт.

### Резиденція віцепрезидентів та законодавство
Раніше чинні віцепрезиденти жили в готелях або їхніх власних домівках. 1923 року, вшановуючи пам'ять чоловіка, сенатора Джона Гендерсона, його вдова запропонувала використовувати їхній власний будинок як офіційну резиденцію. Президент Калвін Кулідж, який жив у готелі під час його віцепрезидентського терміну (1921—1923), писав у його автобіографії, що «офіційна резиденція для віцепрезидента повинна бути передбачена законом», а офіс «повинен мати місце для постійного проживання, незалежно від фінансових можливостей його тимчасових мешканців».
1966 року Комітет громадських робіт Палати представників ухвалив рішення про будівництво триповерхової резиденції віцепрезидента на території Військово-морської обсерваторії. Через місяць президент Ліндон Джонсон призупинив будівництво до поліпшення економіки; зрештою, будівництво ніколи так і не почалося.
Точне місце розташування мало бути визначене пізніше Офісом підрядності уряду та ВМС, а будівництво мало розпочатися, щойно з'являться гроші на його будівництво після закінчення війни у В'єтнамі. Водночас Секретна служба США оплатила дорогі реставрації приватних домівок віцепрезидентів Г'юберта Гамфрі, Спіро Агню та Джеральда Форда. Агню проживав у його будинку лише три місяці 1973 року перед тим, як піти у відставку; зрештою, він продав його значно дорожче, частково завдяки ремонту, оплаченому урядом (до прикладу, добудували додаткові приміщення для Секретної служби, огорожі та новий під'їзд до будинку). Це спричинило незначний скандал, і подальше розслідування показало, що будівництво нової резиденції віцепрезидента було б значно дешевшим, ніж продовжувати утримувати їхні приватні домівки.[джерело?]

### Рокфеллер і Мондейл
У липні 1974 Конгрес ухвалив закон, згідно з яким Будинок адмірала став «новою офіційною резиденцією віцепрезидента США», який набуває чинності після припинення повноважень чинного керівника військово-морськими операціями. Роботи з переоблаштування Будинку адмірала на тимчасову резиденцію віцепрезидента почалися восени, після того, як президент Ніксон подав у відставку та керівник військово-морськими операціями переїхав з кварталу А на Navy Yard. Рішення про створення спеціальної резиденції віцепрезидента ухвалено в зв'язку зі значними витратами на охорону та комунікаційне обладнання будинків кожного з віцепрезидентів. Елмо Зумвалт став останнім з керівників військово-морськими операціями, хто проживав у Number One Observatory Circle до того, як він став офіційною резиденцією. Для Зумвалта, незадоволеного рішенням про переїзд, це стало підставою кинути виклик сенатору від Вірджинії Гаррі Берду на виборах до Сенату 1976 року.
Під час реконструкції 1974 року замінено й модернізовано будівельні конструкції та збільшено кілька кімнат шляхом видалення внутрішніх стін. Внутрішню обробку пофарбовано білим кольором, а стіни переважно в нейтральні кольори. Історичне збереження екстер'єру чи інтер'єру бралось до уваги мало, не робилось спроб відновити дизайн будинку до його вигляду в період будівництва чи ранні роки використання. Біла фарба 1961 року збереглася в екстер'єрі. Віконниці на другому поверсі, зображені на фото 1895 року, також реінсталювали.

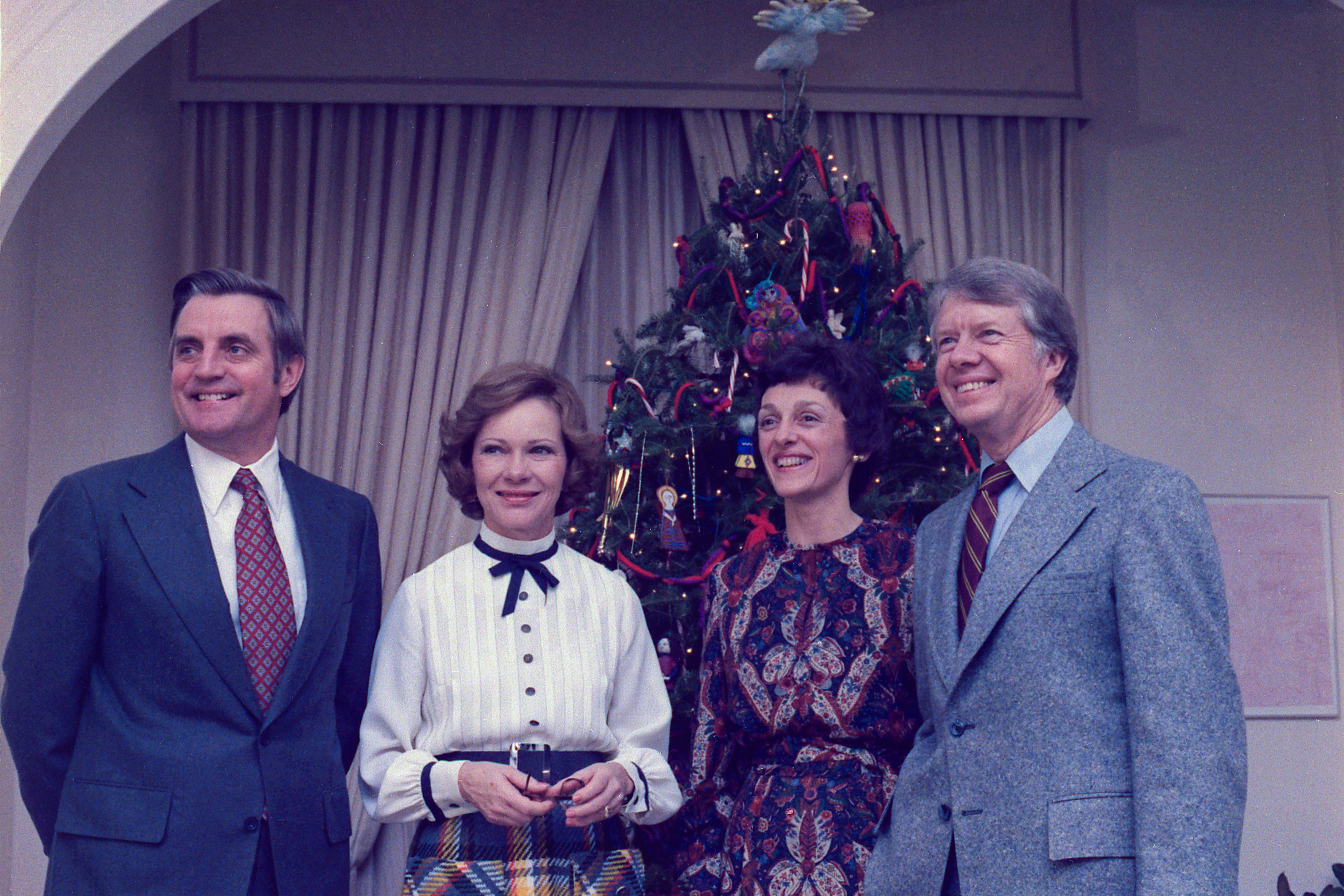
Президент Джиммі Картер та перша леді Розалін Картер у гостях у віцепрезидента Волтера Мондейла та його дружини Джоан Мондейл, фото 1977 року

Будинок формально відкрився вже як резиденція віцепрезидента у вересні 1975 року. Віцепрезидент Джеральд Форд став би першим її жителем, якби президент Річард Ніксон не подав у відставку, залишивши Білий дім Форду. Новий віцепрезидент Нельсон Рокфеллер вирішив жити в своєму власному будинку, використовуючи Будинок адмірала лише для розваг. У січні 1977 Волтер Мондейл став першим віцепрезидентом, котрий постійно проживав у резиденції, яка відтоді використовується як домівка для кожного віцепрезидента.

### Наступні віцепрезиденти
Замість будівництва нової резиденції віцепрезидента, Number One Observatory Circle продовжили реконструювати. 1976 року ВМС витратили 276 тис. доларів на заміну 22 вікон, обладнання для парового опалення та центральну систему вентиляції; негерметичний дах був замінений на шифер 1980 року. 1981 року Джордж Буш та перша леді Барбара витратили 187 тис. доларів на килими, меблі та оббивку, коли вони переїхали до будинку, а вже наступного року ВМС витратили 34 тис. доларів на заміну даху ґанку. На заміну внутрішніх та зовнішніх стін, затоплених водою, витратили 225 тис. доларів і 8 тис. доларів — на будівництво невеликої спальні.[джерело?] Буші також спорудили поле для гри в підкови й доріжку довкола дому довжиною у чверть милі. Протягом своєї каденції віцепрезидент Буш влаштував понад 900 прийомів.
Ден Квейл відклав свій переїзд 1989 року на місяць через ремонтні роботи вартістю в 300 тис. доларів, які включали в себе реконструкцію третього поверху для облаштування спалень для дітей, пандуси для інвалідних крісел і модернізацію ванної кімнати біля кабінету віцепрезидента. Зелений майданчик збудовано 1989 року, а басейн, гідромасажна ванна та будинок біля басейну були оплачені приватними пожертвами. Спортзал, розміщений під дахом, площею в 525 кв. футів (49 м²) збудовано приблизно тоді ж, також значно вдосконалено систему охорони.
Військово-морські сили, відповідальні за утримання резиденції, вирішили, що Конгрес США не збирається будувати резиденцію для постійного проживання віцепрезидента (поруч з Будинком адмірала), тому ухвалили рішення про ремоделювання й ремонт будинку замість будівництва нового. Альберт Ґор погодився затримати свій переїзд на шість місяців 1993 року, завдяки чому відбулась найбільша реконструкція з 1974 року. Під час ремонтних робіт вартістю 1,6 млн доларів замінено систему опалення й кондиціонування, сантехніку, видалено азбест, перероблено електричну й замінено вентиляційну систему, полагоджено ранок й покращено сімейні приміщення на другому поверсі.[джерело?]
1991 року, під час каденції віцепрезидента Дена Квейла, засновано некомерційну організацію під назвою «Фонд резиденції віцепрезидента» (англ. Vice President's Residence Foundation), яка збирала кошти на реконструкцію будинку. Квейл також обладнав у ньому тренажерний зал та басейн.
Віцепрезидент Майк Пенс та друга леді Карен Пенс дещо змінили резиденцію, окрім того, Карен розмістила вулик на задвірку будинку 2017 року.
Нинішній віцепрезидент Камала Гарріс та другий джентльмен Даґлас Емгофф в'їхали до резиденції 7 квітня 2021 року. Їхній переїзд затримався через ремонтні роботи, що проводились у будинку. На час ремонту вони проживали в Blair House, президентському гостьовому будинку.

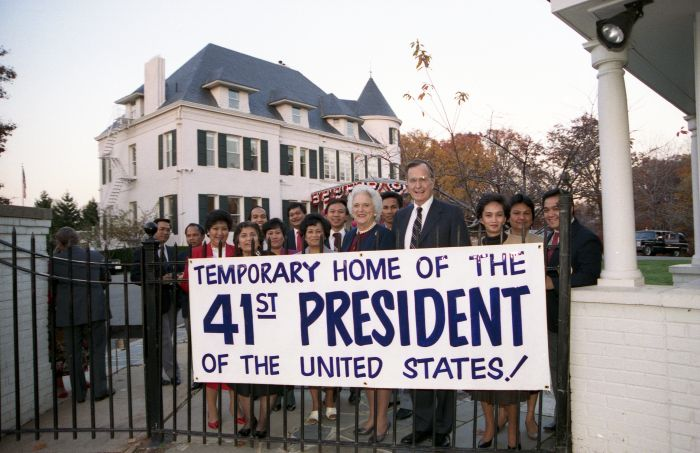
Обраний президент Джордж Буш та друга леді Барбара після його обрання 9 листопада 1988
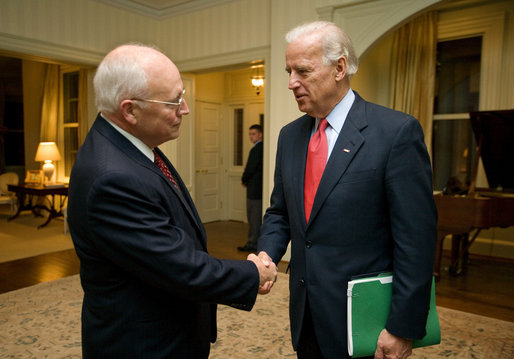
Знайомство віцепрезидента Діка Чейні з обраним віцепрезидентом Джо Байденом, 13 листопада 2008
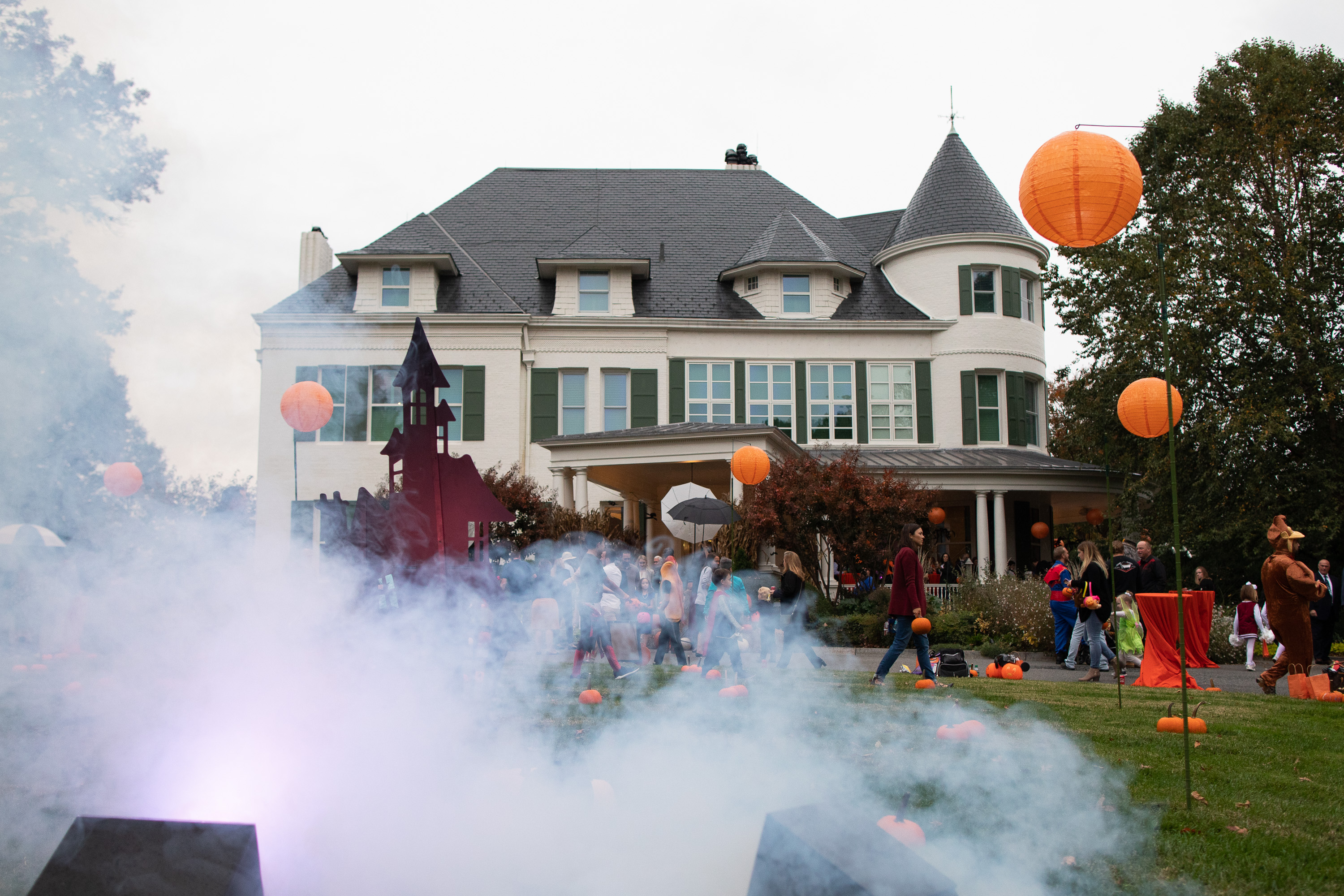
Урочистості, присвячені святкуванню Геловіну під час каденції віцепрезидента Майка Пенса, 2019

## Архітектура й оздоблення

### Стиль королеви Анни

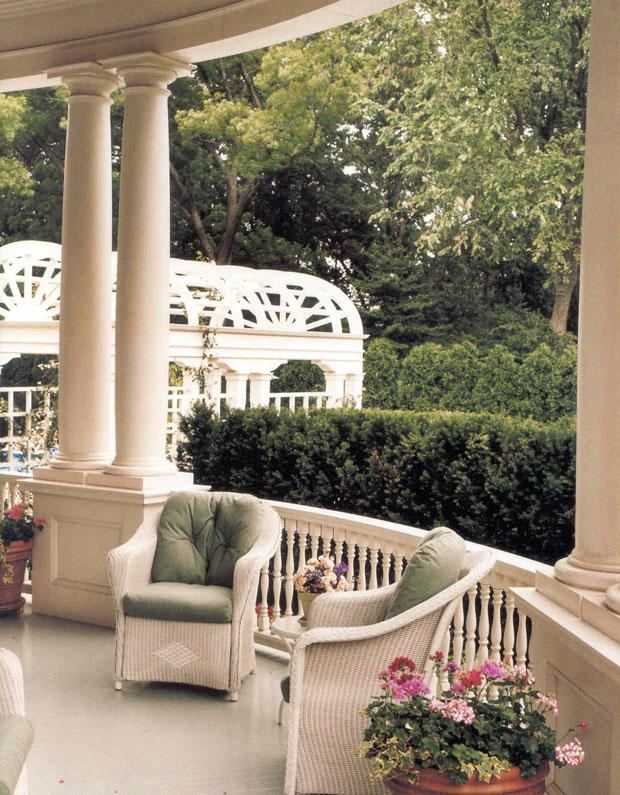
Фасад будинку, оточений широким ґанком, фото часів каденції Альберта Ґора

Будинок виконано в стилі королеви Анни, популярному в останній чверті 17 століття. Візитною карткою цього стилю були асиметричний план поверхів, кімнати, орієнтовані одна на одну, а не на загальний зал, круглі баштові приміщення, каміни і просторі веранди, розміщені довкола першого поверху. Усе це було характерне й для Number One Observatory Circle.
Коли будинок збудували, лицьову сторону оздобили теракотовою цеглою. Дерев'яну обробку пофарбували шпаклівкою теплого сірого кольору, а дерев'яну веранду комбінацією світло-сірого та білого кольорів. Віконні рами й перегородки пофарбовано таким же сірим кольором, а віконниці — оливковим. Усередині будинок умебльовано здебільшого особистими меблями командувача Військово-морської обсерваторії, а згодом — керівника військово-морськими операціями. На фотографіях інтер'єру будинку 19 ст. зображені меблі середнього класу різних стилів.
До першого десятиліття ХХ століття архітектура у вікторіанському стилі почала виходити з моди. Багато будинків, спочатку збудовані з цегли чи дерева, були спрощені та «колонізовані» шляхом перефарбування білим кольором. Це часто ставалось як усередині будівлі, так і зовні, а дерев'яні оздоблення, виготовлені з червоного дерева, дуба та каштану часто перефарбовувались у білий колір, аби «освітлити» кімнати та надати їм більш сучасного вигляду.[джерело?] Спочатку будинок оздобили темно-червоною цеглою, допоки 1960 року його не перефарбували в так званий «feather» gray (укр. сірий кольору пера). 1963 року його перефарбовано в білий із чорними віконницями, а до 1993 року він був кремового кольору.

### Проєкт будинку
Площа будинку складає 9 тис. футів (836 м²). На першому поверсі розміщено їдальню, зимовий сад, вітальню, комору, приймальний зал, кімнату відпочинку та веранду. На другому поверсі розміщені основна та додаткова спальні та кабінет. На горищі, яке колись було приміщенням для прислуги, нині облаштовано чотири спальні. Основна кухня знаходиться в підвалі.

### Внутрішнє облаштування
Більшість меблів, розміщених у будинку після реконструкції 1974 року, були копіями ХХ століття або в колоніальному, або у федеральному стилі. Однак винятком було ліжко, розміщене в резиденції Нельсоном Рокфеллером. Дизайн ліжка розробив скульптор-сюрреаліст Макс Ернст. Ліжко, що називалося «кліткою» (англ. cage), мало вигляд грецького фронтону. Рокфеллери двічі пропонували поставити ліжко в домі назавжди, утім, їм відмовили віцепрезидент Джордж Буш та президент Ден Квейл.
Завітавши до Барбари Буш, тодішньої господині будинку, місіс Рокфеллер запропонувала їй ліжко, на що місіс Буш відповіла: «Ви завжди бажані в цьому будинку, але не потрібно приносити сюди ваше ліжко». Рокфеллери лишили в будинку літографію «The Great Ignoramus», кілька антикварних корейських та японських скринь та приблизно десяток інших предметів.
Коли Мондейли переїхали до будинку, Джоан Мондейл вирішила оновити оббивку та стіни, обравши більш насичені кольори, а також розмістила в будинку витвори сучасного мистецтва. Як і Рокфеллери, Мондейли придбали кілька антикварних азійських пам'яток. Сімейство Буша, з яким співпрацював дизайнер Марк Гемптон, використало в оформленні будинку кольори селадону, лаймово-зеленого та світло-синього. Квейли ж відмовились від лаймово-зеленого та використали відтінки білого. Під керівництвом Ґорів зроблено повний ремонт, який включав заміну обіднього столу на новий, оновлення меблів у бібліотеці, істотну заміну підлоги та переобладнання веранди для того, щоб зробити її більш придатною для розваг на свіжому повітрі. Безпосередньо перед в'їздом до будинку Чейні замінили системи кондиціонування та опалення, будинок перефарбували всередині. Чейні принесли кілька зразків сучасного мистецтва.

## Приватність та охорона

### Приватність
На відміну від Білого дому, у Number One Observatory Circle та військово-морській обсерваторії, що її оточує, не проводиться жодних публічних екскурсій.

### Підземний бункер
У грудні 2002 року, після терактів 11 вересня, сусіди Number One Observatory Circle, у якому тоді мешкав Чейні, поскаржились на гучні «вибухи» та будівельні шуми. Вони траплялись кілька разів і продовжувались до п'яти секунд, а вібрації були спроможні скинути дзеркала зі стін резиденцій, розміщених поблизу. Сусіди, які поскаржились на будівництво, отримали листа від керівника обсерваторії, у якому йшлося, що «через чутливий характер підтримки національної безпеки та оборони Батьківщини, інформація про проєкт є засекреченою та не може бути опублікованою». Припускали, що будується ядерний бункер.
2009 року щойно інавгурований віцепрезидент Джо Байден повідомив, що під будинком знаходиться підземний бункер «9/11».
Елізабет Александр, прессекретарка Байдена пояснила наступного дня, що «того, що описував віцепрезидент, як повідомлялось у пресі, не було, себто підземних споруд, а це радше робочий простір нагорі резиденції, який, на його думку, часто використовувався віцепрезидентом Чейні та його працівниками». Видання The Christian Science Monitor припустило, що ймовірно Байден мав на увазі підземний тунель, що веде до одного з телескопів військово-морських операцій.

## Нотатки
1. ↑  Тодішній віцепрезидент Джо Байден висловив вдячність за внесок Квейла. 2010 року він назвав Квейла своїм «улюбленим віцепрезидентом» завдяки басейну[7] і, після того, як полишив будинок 2017 року, сказав новообраному Пенсу, що «він повинен полюбити басейн».[21]